# Юдома
Юдома (якут. Өрүс Юдома) — річка на Далекому Сході, протікає по території Хабаровського краю та Республіці Саха (Якутія) в Росії. Права і найбільша притока річки Майї. Належить до водного басейну Моря Лаптєвих.

## Географія
Річка бере свій початок в Хабаровському краї на північно-західному схилі хребта Сунтар-Хаята, в процесі злиття двох річок: правої — Ніткан (55 км) та лівої — та Авлії (43 км) на висоті близько 997 м над рівнем моря (62°6′37″ пн. ш. 140°34′31″ сх. д. / 62.11028° пн. ш. 140.57528° сх. д.), за 190 км на південний-захід від селища Оймякон. Сам витік річки Ніткан, більш довшої складової Юдоми, знаходиться за 150 км на південний-захід від селища Оймякон, на висоті ~2300 м над рівнем моря (62°31′34″ пн. ш. 140°50′14″ сх. д. / 62.52611° пн. ш. 140.83722° сх. д.).
Тече вздовж Юдомського хребта та Юдомо-Майського нагір'я, у верхів'ї — головним чином на південь, розбивається на безліч рукавів, в районі гори Юдома (951 м) плавно повертає на південний захід, русло стає звивистим. Після впадіння річки Акачан повертає на захід, при чому знову розбивається на рукави. Після впадіння Безимянки — повертає на північний захід, а після гирла Кютеп — знову повертає на південний захід, а далі на південь. Після гирла Качи — повертає на південний захід і поперемінно повертаючи на захід і південний захід впадає у річку Майю з правого берега за 5 км вище від села Усть-Юдома, за 179 км від її гирла (впадіння у річку Алдан). На значному протязі (від місця приблизно за 25 км вище Югоронка до гирла) служить кордоном між Республікою Саха Якутія та Хабаровським краєм.
Течія швидка у звивистому руслі із крутими берегами, великою кількістю підводних каменів, порогів та мілин. Навесні сильно розливається, затоплюючи долину у гирлі.
Довжина річки — 765 км (від витоку річки Ніткан — 820 км), площа басейну — 43 700 км². Судноплавна від гирла на 217 км.

## Гідрологія
Живлення річки дощове та снігове (з переважанням снігового), у верхів'ях і льодовикове. Повінь з травня по вересень (максимум в червні), з грудня по квітень межень. Замерзає в жовтні, розкривається в травні.
За період спостереження протягом 55 років (1944–1998) на станції у гирлі річки Курунґ-Тирґиях (195 м над р. м.) за 12 км від гирла, впадіння її у річку Майю. Середньорічна витрата води яка спостерігалася тут за цей період становила 342 м³/с для водного басейну 43 600 км², що становить близько 99,8% від загальної площі басейну річки. Величина прямого стоку в цілому по цій частині басейну становить — 248 міліметра на рік, що є досить високим для басейну річки Лени.
За період спостереження встановлено, мінімальний середньомісячний стік становив 3,71 м³/с (у березні), що становить 0,34% від максимального середньомісячного стоку, який відбувається у липні місяці та становить — 1 081 м³/с і вказує на дуже велику амплітуду сезонних коливань.
За період спостереження, абсолютний мінімальний місячний стік (абсолютний мінімум) становив 1,1 м³/с (у березні 1953 року), абсолютний максимальний місячний стік (абсолютний максимум) становив 3 100 м³/с (у червні 1970 року).
Що стосується літнього періоду (з червня по вересень), мінімальний місячний потік спостерігався у вересні 1955 року і становив 164 м³/с.

## Притоки
Річка Юдома приймає більше ста тридцяти приток, довжиною більше 10 км. Найбільших із них, довжиною понад 50 км — 13 (від витоку до гирла):
| Назва притоки         | Довжина,(км) | Площа водозбірного басейну, (км²) | Відстань від гирла Юдоми, (км) | Витрата води,(м³/с) |
| ліві притоки          | ліві притоки | ліві притоки                      | ліві притоки                   | ліві притоки        |
| --------------------- | ------------ | --------------------------------- | ------------------------------ | ------------------- |
| Ніткан                | 55           | 1200                              | 765                            |                     |
| Ільбей                | 51           | 625                               | 749                            |                     |
| Кяла                  | 109          | 2 560                             | 656                            |                     |
| Морат                 | 88           | 1 000                             | 636                            |                     |
| Хеґніканджа           | 82           |                                   | 604                            |                     |
| Тиха                  | 51           |                                   | 396                            |                     |
| Нюлик                 | 96           | 1 220                             | 276                            |                     |
| Лові                  | 64           |                                   | 166                            |                     |
| Кірбії                | 212          | 5 640                             | 88                             |                     |
| праві притоки         |              |                                   |                                |                     |
| Тельгі                | 85           | 1 270                             | 601                            |                     |
| Акачан                | 135          | 4 290                             | 421                            |                     |
| Кютеп                 | 84           | 2820                              | 363                            |                     |
| Джайканга (Джапканга) | 96           | 1 090                             | 224                            |                     |

## Населені пункти
Басейн, в тому числі і береги річки малозаселені. На ній розташовано кілька невеликих населених пунктів, в основному поселень старателів та мисливців і в більшості нежилих (від витоку до гирла): Нижня База радіорелейної станції 3/104А «Мілан»; селища: Огоньок (неж.), Вольний (Ключ-Шлі, неж.), Югоронок, Итига (неж.), Усть-Юдома (за 5 км від гирла).